# Romeins theater van Verulamium
Het Romeinse theater van Verulamium is een antiek theater in St Albans in het Verenigd Koninkrijk.
Op de plaats van St Albans stond in de oudheid Verulamium, na Londinium de grootste stad van Brittania. Het theater werd gebouwd rond 140 n.Chr. en was het enige Romeinse theater op het eiland, al de andere theaters waren amfitheaters. Rond 180 werd het theater vergroot en men schat dat na andere verbouwingen het theater in 300 n.Chr. plaats bood aan 2000 toeschouwers. De voorstellingen varieerden van religieuze processies tot gladiatorengevechten en gevechten tegen wilde dieren.
In 1847 werden de fundamenten van het theater opgegraven en blootgelegd.

## Referentie
- The Roman Theatre of Verulamium